# لولو (فیلم)
لولو (انگلیسی: Lolo) فیلمی کمدی فرانسوی به کارگردانی ژولی دلپی است که در سال ۲۰۱۵ منتشر شد. این فیلم برای اولین بار در هفتاد و دومین جشنواره فیلم ونیز به نمایش در آمد.